# Stopping and Range of Ions in Matter
Stopping and Range of Ions in Matter (SRIM) est une suite de logiciel permettant de calculer l’interaction des ions avec la matière. Le programme principal de SRIM est Transport of ions in matter (TRIM). SRIM est principalement utilisé dans le milieu de la recherche et de la technologie dans le domaine de l'implantation d’ions. Il est également largement utilisé dans d’autres branches de la science des matériaux de rayonnement.

## Histoire
SRIM tire ses origines du logiciel TRIM (Transport of ions in matter) publié en 1980. Ce logiciel a été publié pour DOS. Il est inclus dans le logiciel SRIM depuis sa première version SRIM-2000. Cette version sera la première à nécessiter l'utilisation du système d'exploitation Microsoft Windows. Aujourd'hui, il est possible de l'utiliser sur des systèmes Unix grâce à des logiciels comme Wine.
Le logiciel a été développé par James F. Ziegler et Jochen P. Biersack en 1980. Il connaît plusieurs mises à jour depuis sa publication. Actuellement, le logiciel est disponible dans sa version 2013. 

## Fonctionnement
Le fonctionnement de SRIM repose sur une méthode de Monte-Carlo et plus précisément sur la méthode Binary collision approximation (BCA en anglais) avec une sélection aléatoire du paramètre d'impact pour chaque ion.

### Déroulement d'une simulation
Pour les paramètres d'entrée, il est nécessaire de spécifier le type d'ions que l'on souhaite implanter, l'énergie d'implantation (de l'ordre de 10 eV à 2 GeV) et le type de matériau dans lequel on souhaite implanter les ions. En sortie, le programme répertorie la distribution tridimensionnelle des ions dans le solide et les paramètres, tels que la profondeur de pénétration, sa propagation le long du faisceau d'ions et perpendiculairement à celui-ci. La simulation conserve aussi toutes les cascades d'atomes dans la cible. La concentration de lacunes, la vitesse de pulvérisation, l'ionisation et production de phonons dans le matériau cible, la répartition énergétique entre les pertes nucléaires et électroniques et taux de déposition d'énergie sont d'autres paramètres conservés tout au long de la simulation.
Les programmes sont conçus pour pouvoir être interrompus à tout moment, puis repris plus tard. Ils ont une interface utilisateur facile à utiliser et des paramètres par défaut intégrés pour tous les ions et matériaux. Une autre partie du logiciel permet de calculer le pouvoir d’arrêt électronique de n’importe quel ion de n’importe quel matériau (y compris les cibles gazeuses) en se basant sur la paramétrisation de la moyenne d’une vaste gamme de données expérimentales. Ces fonctionnalités ont rendu SRIM immensément populaire. Cependant, il ne tient pas compte de la structure cristalline ni des changements dynamiques dans la composition du matériau, ce qui limite son utilité dans certains cas.